# خروب (جنس)
الخروب أو الخُرنوب (الاسم العلمي: Ceratonia)، جنس صغير من الأشجار المُزهرة من فصيلة البقولية، تستوطن منطقة البحر الأبيض المتوسط والشرق الأوسط. أشهر أنواعها، شجرة الخروب، وقد تم إدخاله على نطاق واسع في المناطق ذات المناخات المشابهة لموطنه الأصلي. كان الجنس يعتبر منذ فترة طويلة جنس أحادي الطراز، ولكن تم وصف نوع ثاني للجنس،
طيو (Ceratonia oreothauma)، في عام 1979 في سلطنة عمان والصومال.

## معرض صور

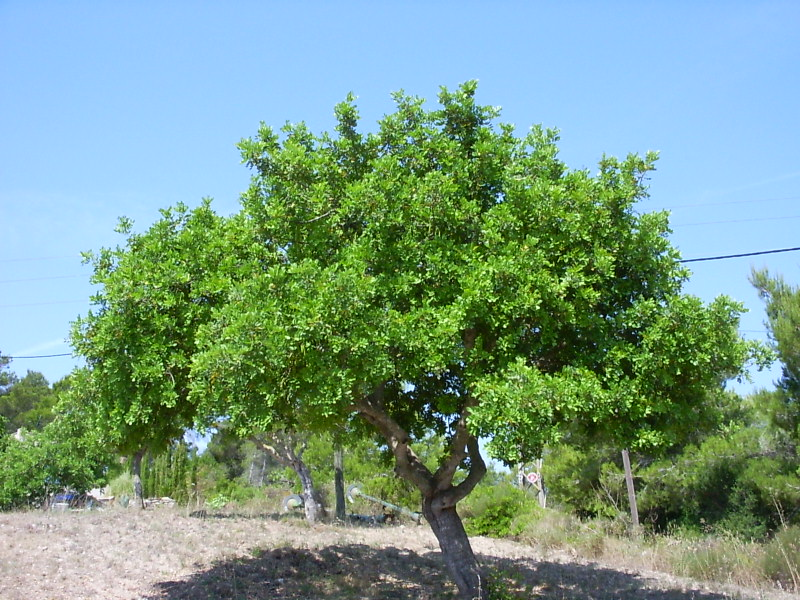
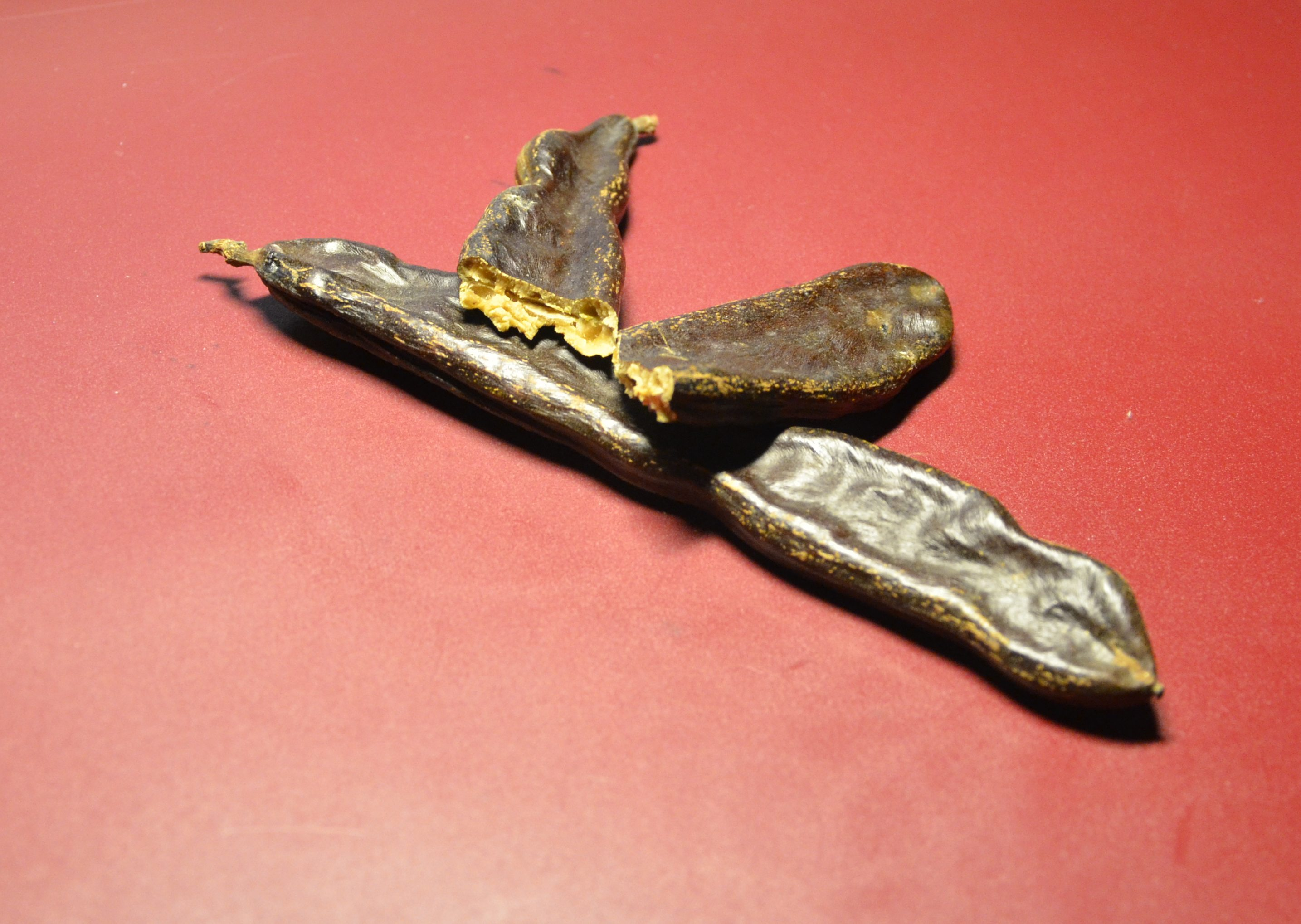
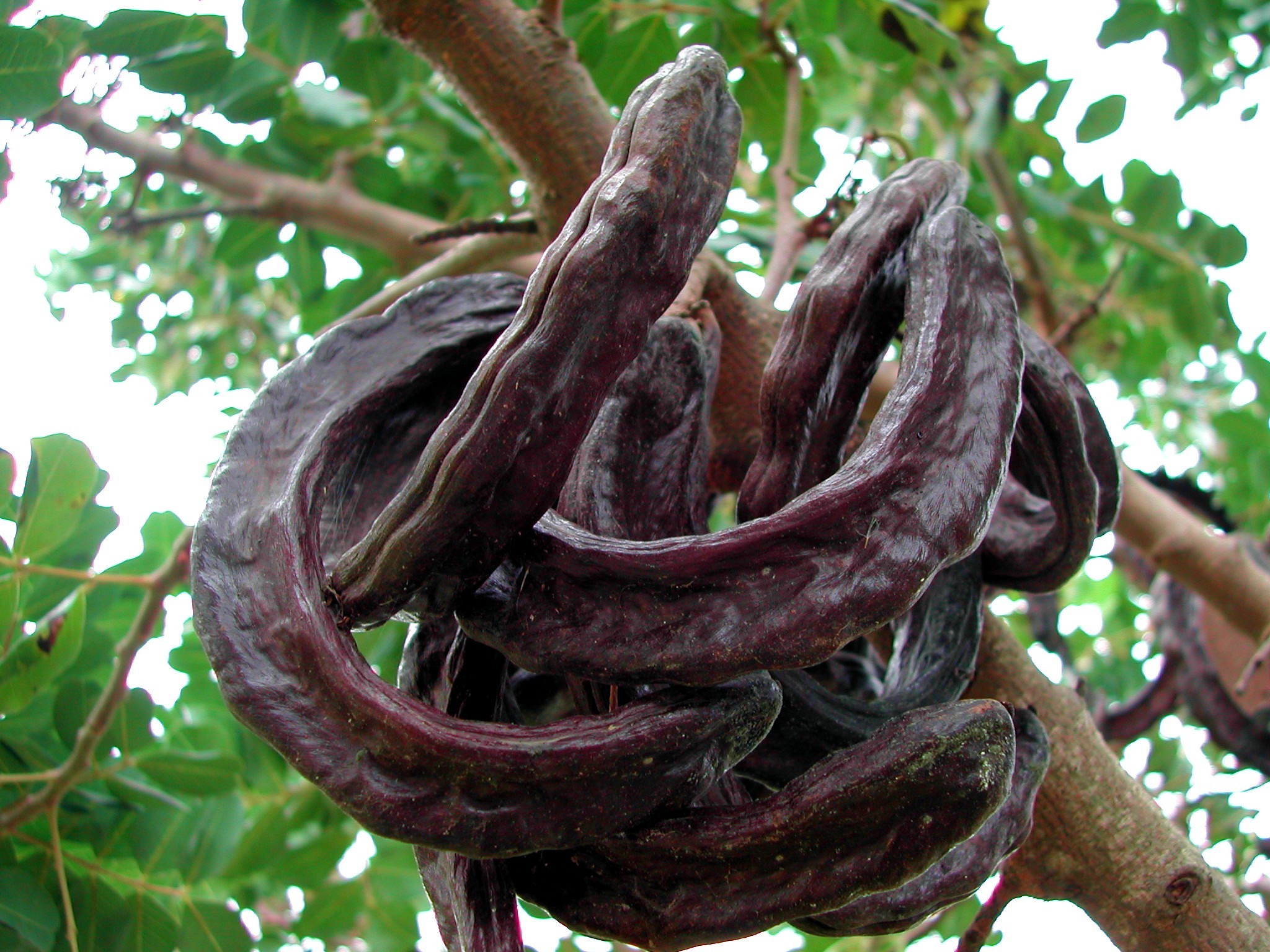